# Flaming Youth (chanson)
Pour les articles homonymes, voir Flaming Youth.
Singles de Kiss
Shout It Out Loud
(1976) Detroit Rock City
(1976)
Flaming Youth est une chanson du groupe américain de hard rock Kiss. Il s'agit du second single de l'album Destroyers publié le 30 avril 1976 en disque vinyle 7" via Casablanca Records.
Le single se classa le 19 juin 1976 au Billboard Hot 100 à la 74e position. La troisième piste de l'album Destroyer, God of Thunder, est utilisée comme Face-B pour le single.
La chanson fut écrite et composée par Ace Frehley, Paul Stanley et Gene Simmons. Bob Ezrin est crédité en tant que coauteur sur l'album Destroyer mais pas sur le single Flaming Youth. Bob Ezrin rassembla les morceaux composés par Frehley, Stanley et Simmons et les constitua en une seule chanson. L'un des riffs principaux sur Flaming Youth fut à l'origine une chanson que Simmons avait écrite et intitulée Mad Dog, qui apparaitra plus tard dans la compilation The Box Set, parue en 2001.

## Composition du groupe
- Paul Stanley - guitare rythmique, chants
- Gene Simmons - basse
- Dick Wagner - guitare solo
- Peter Criss - batterie